# Mistrz Pokłonu von Grootego
Mistrz Pokłonu von Grootego – flamandzki malarz manierysta czynny w Antwerpii w latach 1515–1520.

## Życiorys
Jest to anonimowy malarz tworzący w Antwerpii, któremu przypisuje się kilka obrazów z Pokłonem Trzech Króli. Na podstawie tryptyku o tym samym tytule, znajdującego się dawniej w kolekcji Freiherra von Grootego na zamku Kitzburg (w pobliżu Bornheim), niemiecki historyk sztuki Max Jakob Friedländer, w 1915 roku, nadał mu przydomek „Mistrz Pokłonu von Grootego”. Wcześniej tryptyk był błędnie zaliczany do oeuvre (dorobku) Herriego met de Blesa, prawdopodobnie nauczyciela Mistrza Pokłonu von Grootego. Styl tego ostatniego jest zbliżony do stylu innego antwerpskiego artysty, znanego jako Mistrz Pokłonu Antwerpskiego.

## Przypisywane prace

Pokłon pasterzy ze Städel Museum